# Сміттон (Іллінойс)
Сміттон (англ. Smithton) — селище (англ. village) в США, в окрузі Сент-Клер штату Іллінойс. Населення — 4006 осіб (2020).

## Географія
Сміттон розташований за координатами 38°24′47″ пн. ш. 89°59′26″ зх. д. / 38.41306° пн. ш. 89.99056° зх. д. (38.413122, -89.990553).  За даними Бюро перепису населення США в 2010 році селище мало площу 9,99 км², з яких 9,89 км² — суходіл та 0,10 км² — водойми. В 2017 році площа становила 11,16 км², з яких 11,03 км² — суходіл та 0,14 км² — водойми.

## Демографія
Згідно з переписом 2010 року, у селищі мешкали 3693 особи в 1359 домогосподарствах у складі 1030 родин. Густота населення становила 370 осіб/км².  Було 1411 помешкання (141/км²).
Расовий склад населення:
| - 97,4 % — білих - 1,0 % — чорних або афроамериканців - 0,6 % — азіатів - 0,2 % — корінних американців - 0,1 % — вихідців з тихоокеанських островів |

До двох чи більше рас належало 0,5 %. Частка іспаномовних становила 1,6 % від усіх жителів.
За віковим діапазоном населення розподілялося таким чином: 26,3 % — особи молодші 18 років, 61,5 % — особи у віці 18—64 років, 12,2 % — особи у віці 65 років та старші. Медіана віку мешканця становила 38,5 року. На 100 осіб жіночої статі у селищі припадало 94,0 чоловіків;  на 100 жінок у віці від 18 років та старших — 92,8 чоловіків також старших 18 років.
Середній дохід на одне домашнє господарство  становив 84 422 долари США (медіана — 84 702), а середній дохід на одну сім'ю — 96 157 доларів (медіана — 95 455). Медіана доходів становила 56 103 долари для чоловіків та 51 118 доларів для жінок. За межею бідності перебувало 3,2 % осіб, у тому числі 2,1 % дітей у віці до 18 років та 11,7 % осіб у віці 65 років та старших.
Цивільне працевлаштоване населення становило 2050 осіб. Основні галузі зайнятості: освіта, охорона здоров'я та соціальна допомога — 29,0 %, роздрібна торгівля — 14,8 %, фінанси, страхування та нерухомість — 8,5 %, публічна адміністрація — 8,0 %.